# 大岡亜紀
大岡 亜紀（おおおか あき、1963年 - ）は、日本の画家、詩人。

## 来歴
東京都出身。武蔵野美術大学造形学部日本画学科卒業。岩絵具を用いた抽象画を制作。個展では同時に詩のパネル展示をすることも多い。大学卒業後、新聞や雑誌のイラスト、書籍の装画、エッセイなどの活動を開始、TV番組『本と出会う』では約1年半インタビュアーを務めた。
父は詩人の大岡信、母は劇作家の深瀬サキ、兄は芥川賞作家の大岡玲。

## 詩集
- 『新バベルの塔』花神社 2001年
- 『ある時 はじめて』花神社 2003年
- 『光のせせらぎ』花神社 2010年

## 訳書
- 『ビジュアル版 伝記シリーズ ミケランジェロ』BL出版 2009年
- 『ビジュアル版 伝記シリーズ レオナルド・ダ・ヴィンチ』（共訳）BL出版 2009年